# Schmalflügelige Schilfeule
Die Schmalflügelige Schilfeule (Chilodes maritima), zuweilen auch Wasserröhricht-Schilfeule genannt, ist ein Schmetterling (Nachtfalter) aus der Familie der Eulenfalter (Noctuidae). Das Artepitheton leitet sich vom lateinischen Wort maritimus mit der Bedeutung „zum Meere gehörig“ ab, weil die Art auch an der Meeresküste vorkommt.

## Merkmale

### Falter
Mit einer Flügelspannweite von 28 bis 35 Millimetern zählen die Falter zu den kleineren Eulenfaltern. Auffällig sind die schmalen Vorderflügel, die am Apex sehr spitz auslaufen. Sie sind farblich außerordentlich variabel. So gibt es nahezu zeichnungslose ockerfarbene bis zart rötlich braune Formen, außerdem einfarbig dunkelbraune, solche mit gleich großen, runden, schwarzbraunen Nieren- und Ringmakeln sowie Exemplare mit einem breiten schwarzen Mittelstreifen, der die Makel überdeckt und von der Wurzel bis zum Saum verläuft. Eine weitere Form zeigt  eine dunkle Zeichnung zwischen den Adern. Die äußere Querlinie ist in schwarze Punkte aufgelöst. Auch längs des Saums verläuft eine Reihe kleiner schwarzer Punkte. Die Hinterflügeloberseite ist weißlich gefärbt, wobei sich die Adern sowie ein halbmondförmiger Diskoidalfleck dunkler abheben.

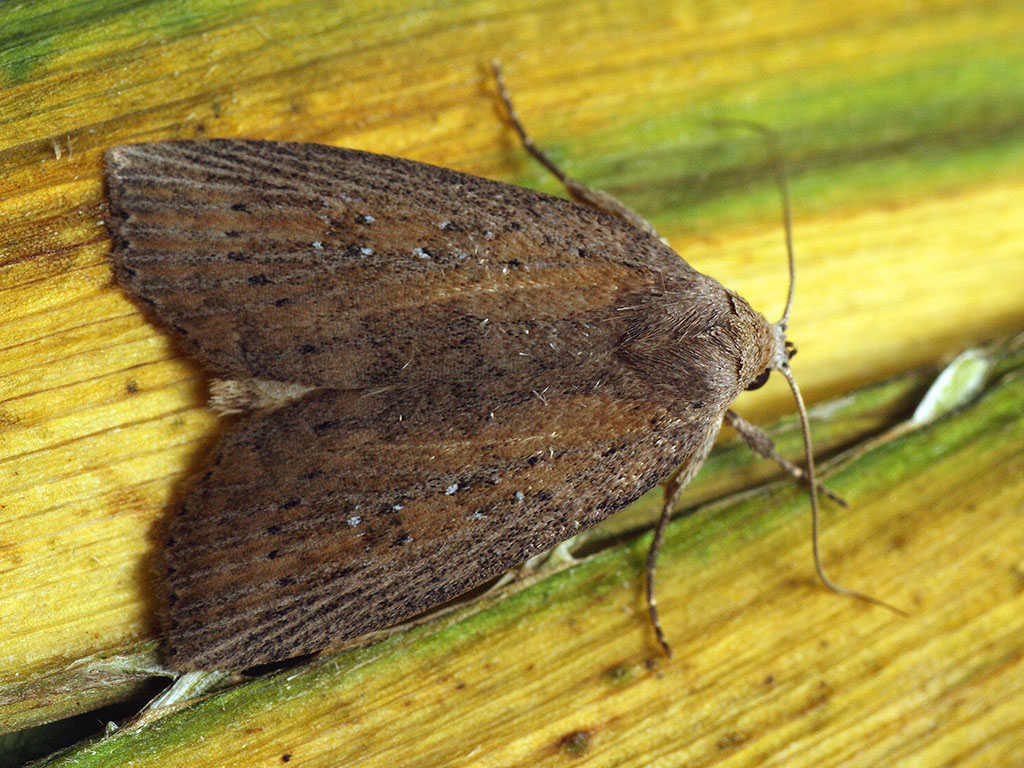
Dunkelbraune Form
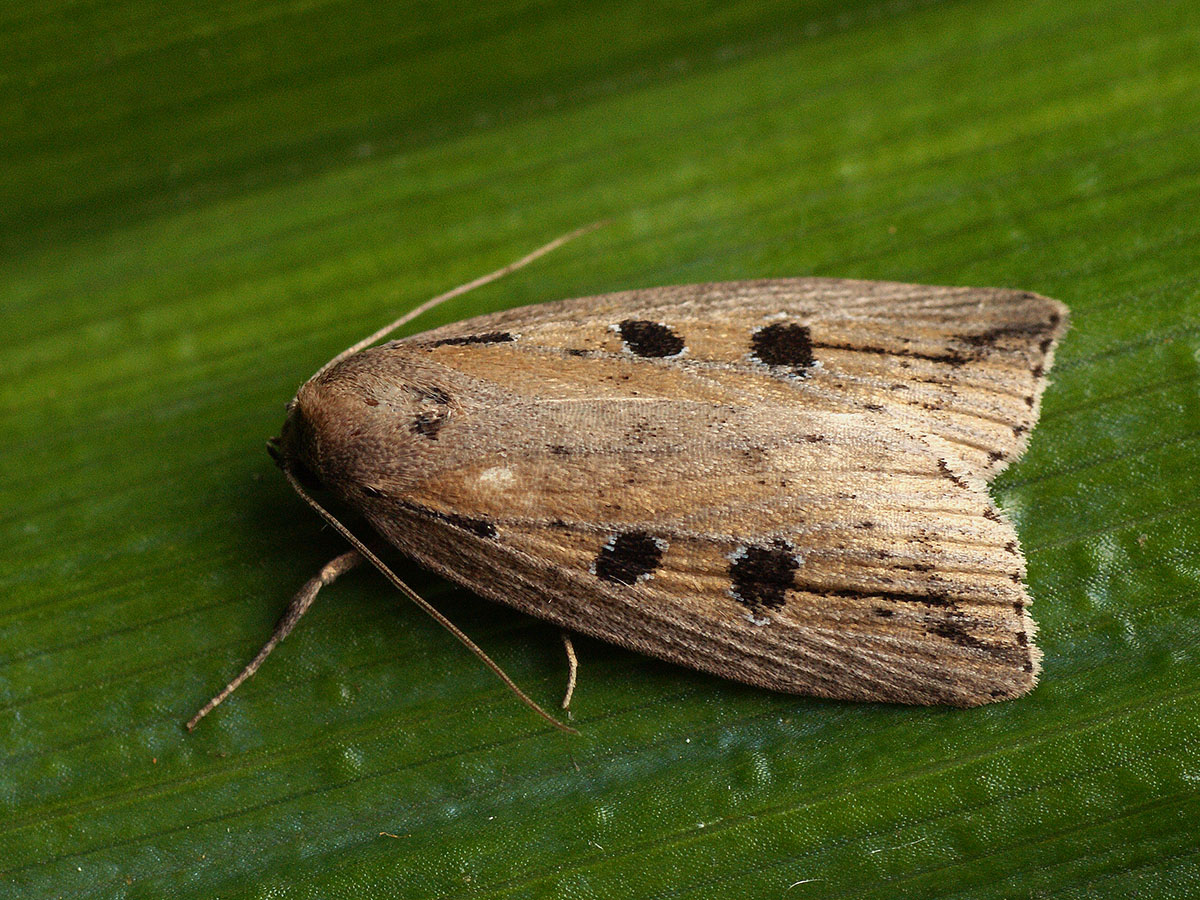
Form mit Makeln
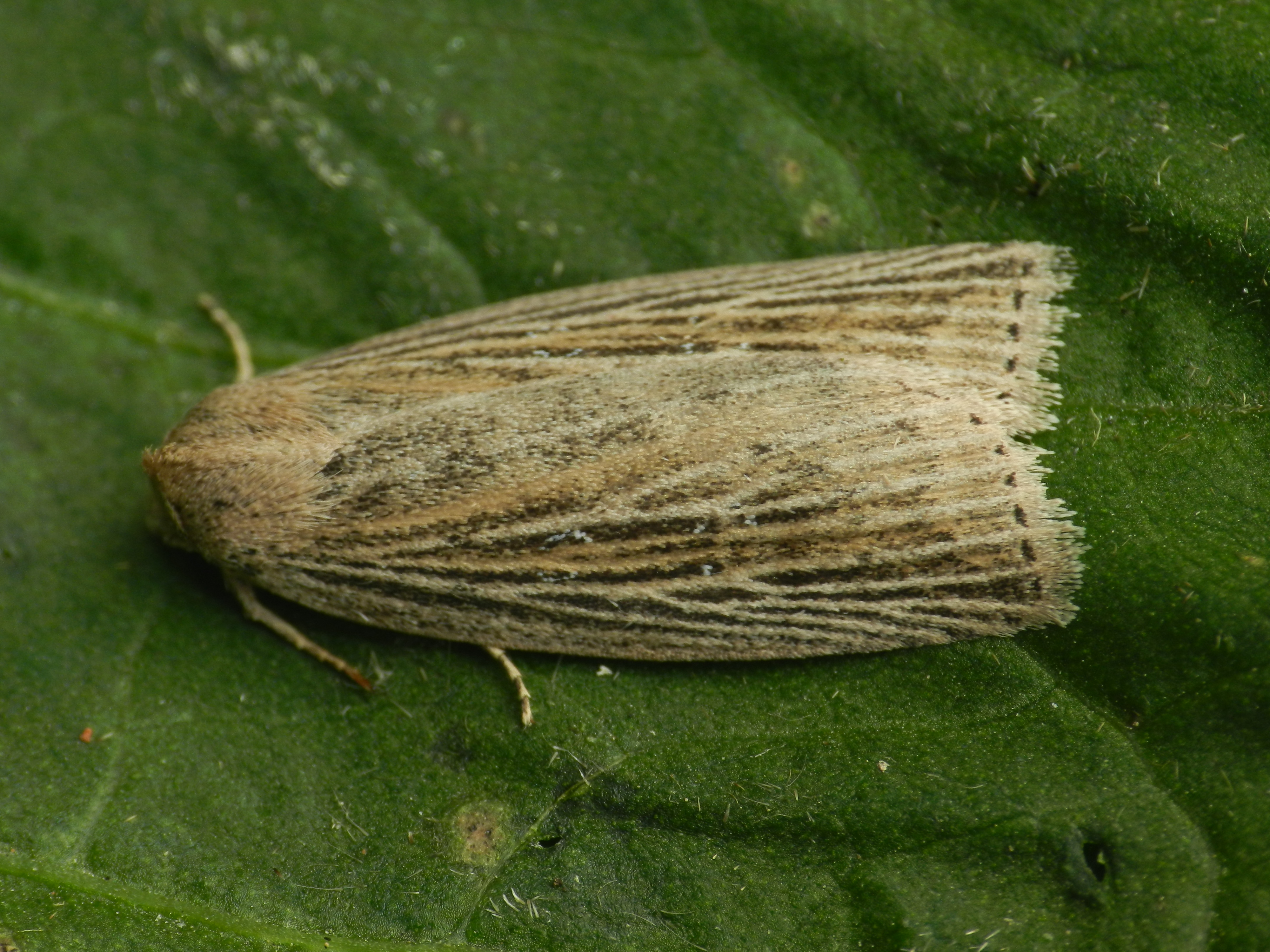
Form mit dunkler Aderzeichnung
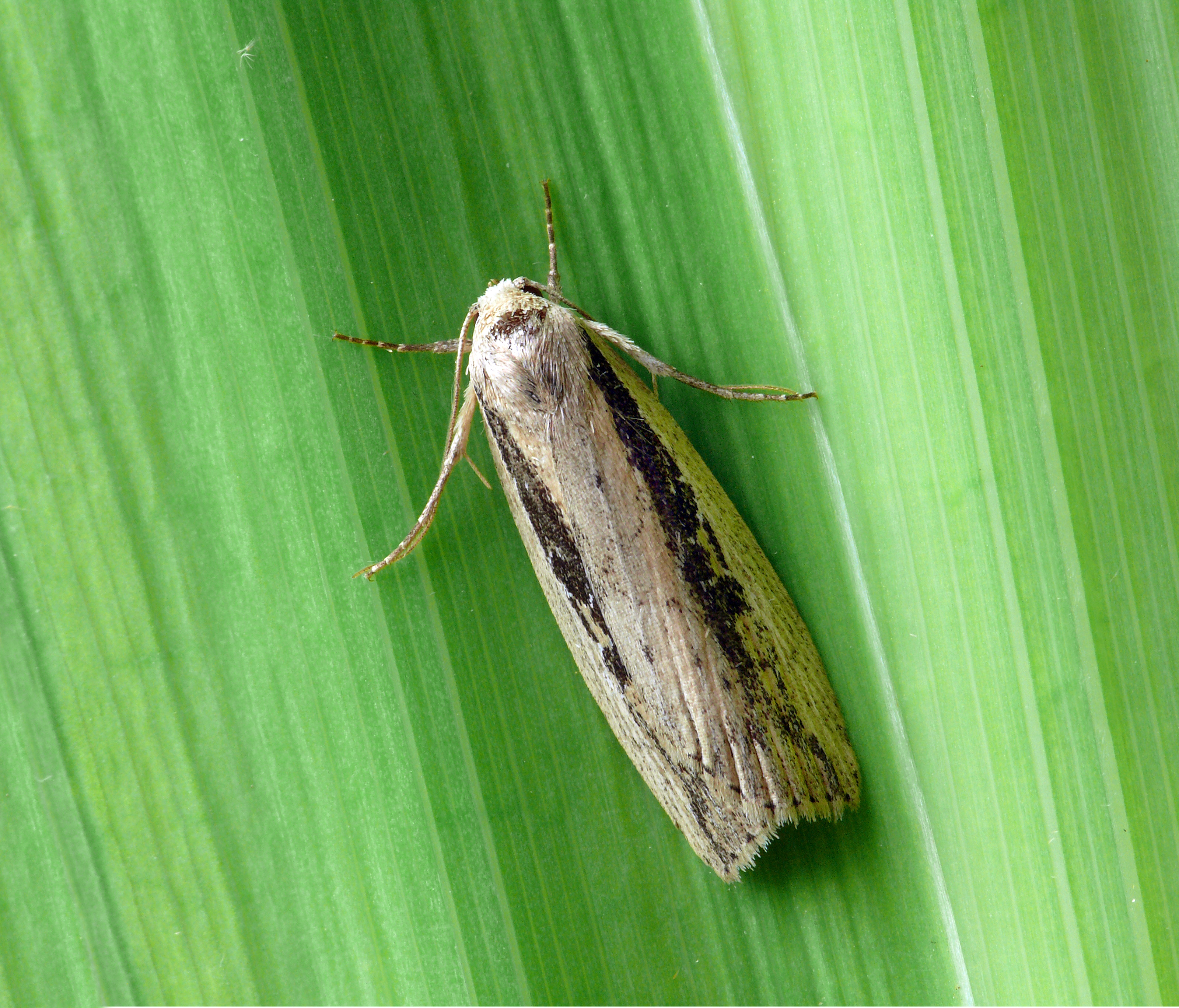
Form mit Längsstrich

### Raupe
Die Raupen sind gelblich bis ockerfarben, haben eine schlanke, gestreckte Form und verjüngen sich im Vorderteil. Rücken- und Nebenrückenlinien heben sich schwach hell ab und sind zuweilen unterbrochen. Die Stigmen  sind schwarz, der Kopf ist rötlich braun.

### Ähnliche Arten
Eine gewisse Ähnlichkeit besteht zur Striemen-Schilfeule (Senta flammea), die ebenfalls schmale Vorderflügel sowie eine generell ockerfarbene Tönung besitzt. Der dunkle Mittelstreifen ist bei dieser Art jedoch breiter und erreicht den Saum nicht, auch fehlen ihr stets die Makel.

## Verbreitung und Lebensraum

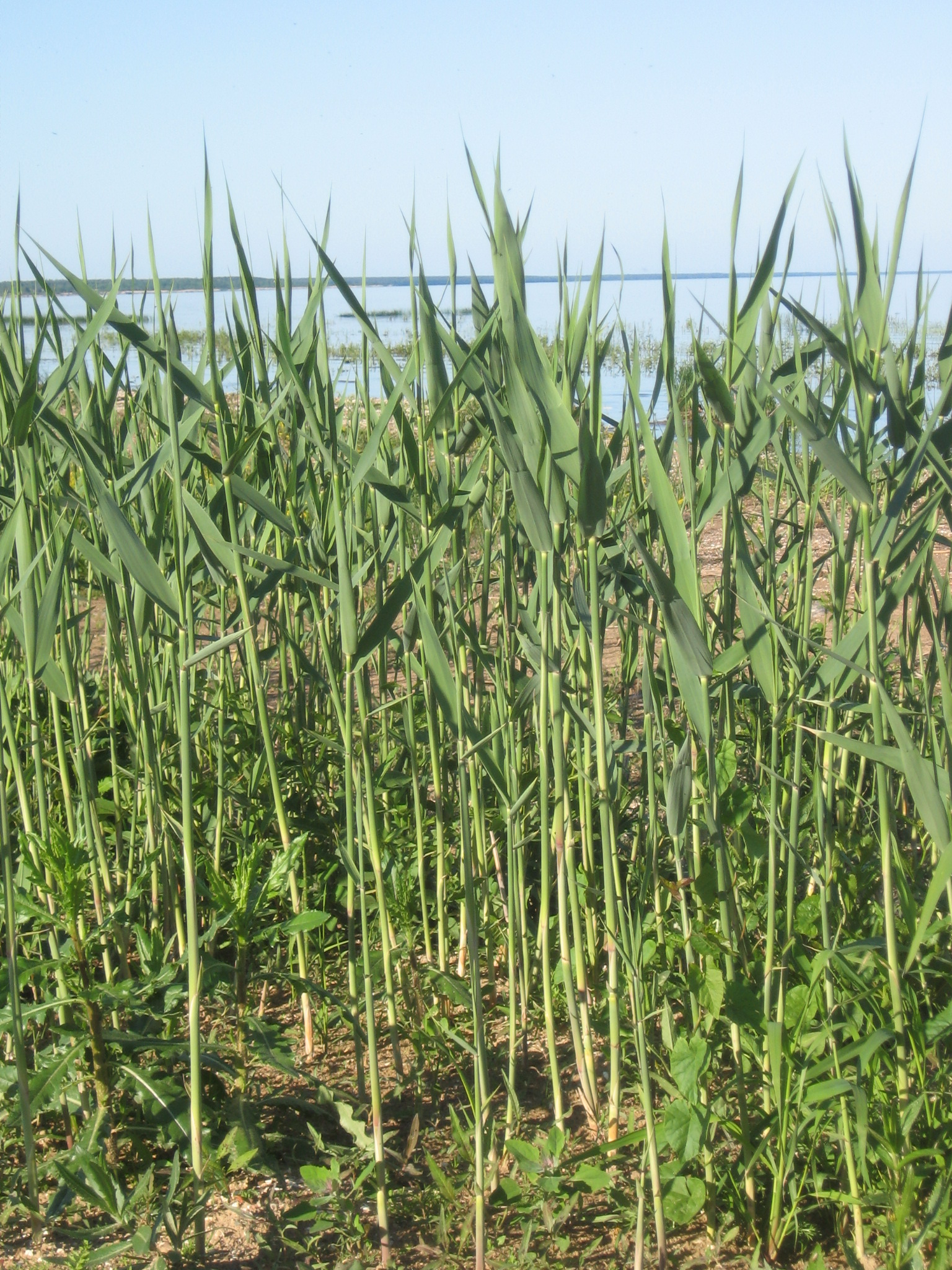
Schilfrohr,
die Hauptnahrung der Raupen

Die Verbreitung der Schmalflügeligen Schilfeule erstreckt sich durch die Mitte Europas bis nach Sibirien. Sie kommt auch in Kleinasien sowie in West- und Zentralasien vor. Hauptlebensraum sind Küstengebiete, mit Schilf bewachsene Ufer an Flüssen, Teichen und Seen sowie feuchte Wiesen, Sumpfgebiete und Moore.

## Lebensweise
In nördlichen Regionen zeigt die Art ein univoltines Verhalten und die Falter  fliegen von Juni bis August. Sofern noch Exemplare im September gefunden werden, dürften sie einer partiellen zweiten Generation angehören. Sie sind überwiegend nachtaktiv und erscheinen an künstlichen Lichtquellen. Die Raupen leben ab September, überwintern und verpuppen sich im Mai des folgenden Jahres in Rohrstoppeln. Hauptfutterpflanze der Raupen vor der Überwinterung ist das Schilfrohr (Phragmites australis Syn.: Phragmites communis). Sie verbringen ihre Entwicklungszeit im Inneren der Schilfhalme, wo sie das Mark fressen. Im Frühjahr werden zuweilen auch verschiedene im Schilf lebende Insektenlarven vertilgt. Unter Zuchtbedingungen nehmen die Raupen sogar geschabtes, rohes Fleisch als Futter an.

## Gefährdung
Die Art kommt in Deutschland in unterschiedlicher Anzahl vor. Sie ist wegen der Raupennahrung an Schilfrohrbestände gebunden und wird auf der Roten Liste gefährdeter Arten in Kategorie 3 („gefährdet“) eingestuft. Aufgrund der Reduzierung der Schilfbestände durch Kultivierung und Grundwasserabsenkung hat sich gebietsweise eine bedrohliche Bestandssituation ergeben. Die Schmalflügelige Schilfeule wird deshalb in Baden-Württemberg „auf der Vorwarnliste“ geführt.